# Тавакачевский сельсовет
Тавакачевский сельсовет — административно-территориальная единица и муниципальное образование в Архангельском районе Республики Башкортостан России.

## История
Законом «О границах, статусе и административных центрах муниципальных образований в Республике Башкортостан» муниципальное образование наделено статусом сельского поселения.

## Население
| 2002 | 2009  | 2010  | 2012  | 2013 | 2014 | 2015 |
| ---- | ----- | ----- | ----- | ---- | ---- | ---- |
| 988  | ↗1113 | ↘1020 | ↗1021 | ↘997 | ↘982 | ↗993 |
| 2016 | 2017  |       |       |      |      |      |
| →993 | ↗996  |       |       |      |      |      |

## Состав сельского поселения
| № | Населённый пункт | Тип населённого пункта          | Население |
| - | ---------------- | ------------------------------- | --------- |
| 1 | Тавакачево       | деревня, административный центр | ↘594      |
| 2 | Приуралье        | деревня                         | ↘373      |
| 3 | Гайфуллинское    | деревня                         | ↘31       |
| 4 | Устье-Бассы      | деревня                         | ↗22       |